# Seiko
Seiko Group Corporation (на японски: セイコーグループ株式会社, Seikō Gurūpu kabushiki gaisha) е японска компания, известна предимно с производството си на часовници, полупроводници, оптика и други електронни продукти.
Компанията е основана през 1881 в Токио от Кинтаро Хатори. През 1969 компанията произвежда първия комерсиален ръчен кварцов часовник.
Заедно с Rolex, Seiko е една от само двете компании за часовници, считани за вертикално интегрирани. Seiko е в състояние да проектира и разработи всички компоненти на часовник, както и да ги сглоби, регулира, инспектира и изпрати вътрешно. Механичните часовници на Seiko се състоят от приблизително 200 части и компанията разполага с технологията и производствените съоръжения за проектиране и производство на всички тези части.
Seiko Group има официално регистриран офис в токийския квартал Тюо, в район Гинза. Компанията е регистрирана на Токийската фондова борса от 1949 и работи като холдингова компания майка под името Seikō Holdings K.K. отговаря за дъщерните дружества Seikō Watch, Seikō Clock, Seikō Precision и Seikō Optical Products. Президентът на Seiko Holdings K.K. от 30 април 2010 година е Шинджи Хатори, правнук на Кинтаро Хатори.
Seiko е спонсор и официален партньор за времеизмерване на две летни и четири зимни олимпиади, четири издания на световната купа по футбол и 17 пъти на световно първенство по лека атлетика.